# سائو کتانو دو سول
سائو کتانو دو سول (به پرتغالی: São Caetano do Sul) یک شهر در برزیل است که در ایالت سائو پائولو واقع شده‌است.

## خصوصیات
سائو کتانو دو سول ۱۵٫۴ کیلومترمربع مساحت و ۱۳۳٬۲۴۱ نفر جمعیت دارد و ۷۴۴ متر بالاتر از سطح دریا واقع شده‌است.

## خواهرخوانده
شهرهای ویتوریو ونه‌تو و Thiene خواهرخوانده‌های سائو کتانو دو سول هستند.